# Britta
Britta, Brita ist ein weiblicher Vorname.

## Herkunft und Bedeutung
Britta ist eine Kurzform des Vornamens Brigitte, mit einem „t“ insbesondere skandinavische, der insbesondere in Schweden gebräuchlich ist. Auch in Kombination mit anderen Namen ist der Name zu finden, so als Brittmarie oder als Annebrit.

## Namensträgerinnen

### Zwei t
- Britta Altenkamp (* 1964), deutsche Politikerin
- Britta Andersen (* 1979), dänische Badmintonspielerin
- Britta Arnold (* 1984), deutsche Techno-DJ und Musikproduzentin
- Britta Backlund (* 1996), schwedische Geschwindigkeitsskifahrerin
- Britta Bannenberg (* 1964), deutsche Rechtswissenschaftlerin und Kriminologin
- Britta Becker (* 1973), deutsche Hockeyspielerin
- Britta Bilač (* 1968), slowenische Hochspringerin
- Britta Carlson (* 1978), deutsche Fußballspielerin (Abwehr- und Mittelfeld)
- Britta Ernst (* 1961), deutsche Politikerin
- Britta Fischer (Schauspielerin) (* 1944), deutsche Schauspielerin
- Britta Fischer (Sportpädagogin) (* 1972), deutsche Sportpädagogin und Hochschullehrerin
- Britta Hammelstein (* 1981), deutsche Schauspielerin
- Britta Haßelmann (* 1961), deutsche Politikerin
- Britta Heidemann (* 1982), deutsche Fechterin
- Britta Herz (* 1967), deutsche Schriftstellerin und Journalistin
- Britta Hilpert (* 1966), deutsche Journalistin
- Britta Horn (* 1980), deutsche Schauspielerin
- Britta Huttenlocher (* 1962), Schweizer Künstlerin
- Britta Kamrau  (* 1979), deutsche Langstreckenschwimmerin
- Britta Kanacher (* 1963), deutsche Soziologin, Religionswissenschaftlerin und Sachbuchautorin
- Britta Klagge (* 1965), deutsche Wirtschaftsgeographin
- Britta Konz (* 1972), deutsche evangelische Theologin, Hochschullehrerin
- Britta von Lojewski (* 1963), deutsche Journalistin
- Britta Neander (1956–2004), deutsche Musikerin
- Britta Johansson Norgren (* 1983), schwedische Skilangläuferin
- Britta Näpel (* 1966), deutsche Behindertenreiterin
- Britta Nord (* 1969), deutsche Übersetzungswissenschaftlerin
- Britta Oppelt (* 1978), deutsche Rudersportlerin
- Britta Sandberg (* 1964), deutsche Journalistin
- Britta Schinzel (* 1943), deutsche Mathematikerin  und Informatikerin
- Britta Schulze-Thulin (* 1966), Sprachwissenschaftlerin und Autorin
- Britta Siebert (* 1975), deutsche Politikerin
- Britta Siegers (* 1966), deutsche Behindertensportlerin
- Britta Stark (* 1963), deutsche Politikerin
- Britta Steffen (* 1983), deutsche Schwimmerin
- Britta Steilmann (* 1966), deutsche Designerin und Unternehmerin
- Britta Teuerle-Lange (* 1969), deutsche Politikerin
- Britta Thomsen (* 1954), dänische Politikerin
- Britta Unsleber (* 1966), deutsche Fußballspielerin

### Ein t
- Brita Baldus (* 1965), deutsche Wasserspringerin
- Brita Borg (1926–2010), schwedische Sängerin und Schauspielerin
- Brita Koivunen (1931–2014), finnische Jazz- und Schlagersängerin
- Brita Malmer (1925–2013), schwedische Archäologin
- Brita Collett Paus (1917–1998), Gründerin der Fransiskushilfe
- Brita Schmitz-Hübsch (* 1942), deutsche Politikerin (CDU)
- Brita Sigourney (* 1990), US-amerikanische Freestyle-Skierin
- Brita Sommer (* 1944), deutsche Schauspielerin und Synchronsprecherin
- Brita Steinwendtner (* 1942), österreichische Schriftstellerin
- Brita Subklew (* 1948), deutsche Schauspielerin, Hörspiel- und Synchronsprecherin
- Brita Wagener (* 1954), deutsche Diplomatin

## Weitere Namensverwendung
- Britta (Band), deutsche Rockband
- (1071) Brita, Asteroid des Hauptgürtels
- Orkan Britta, siehe Allerheiligenflut 2006
- Brita (Unternehmen), deutscher Hersteller von Wasserfiltern